# Пйотр Щенсний

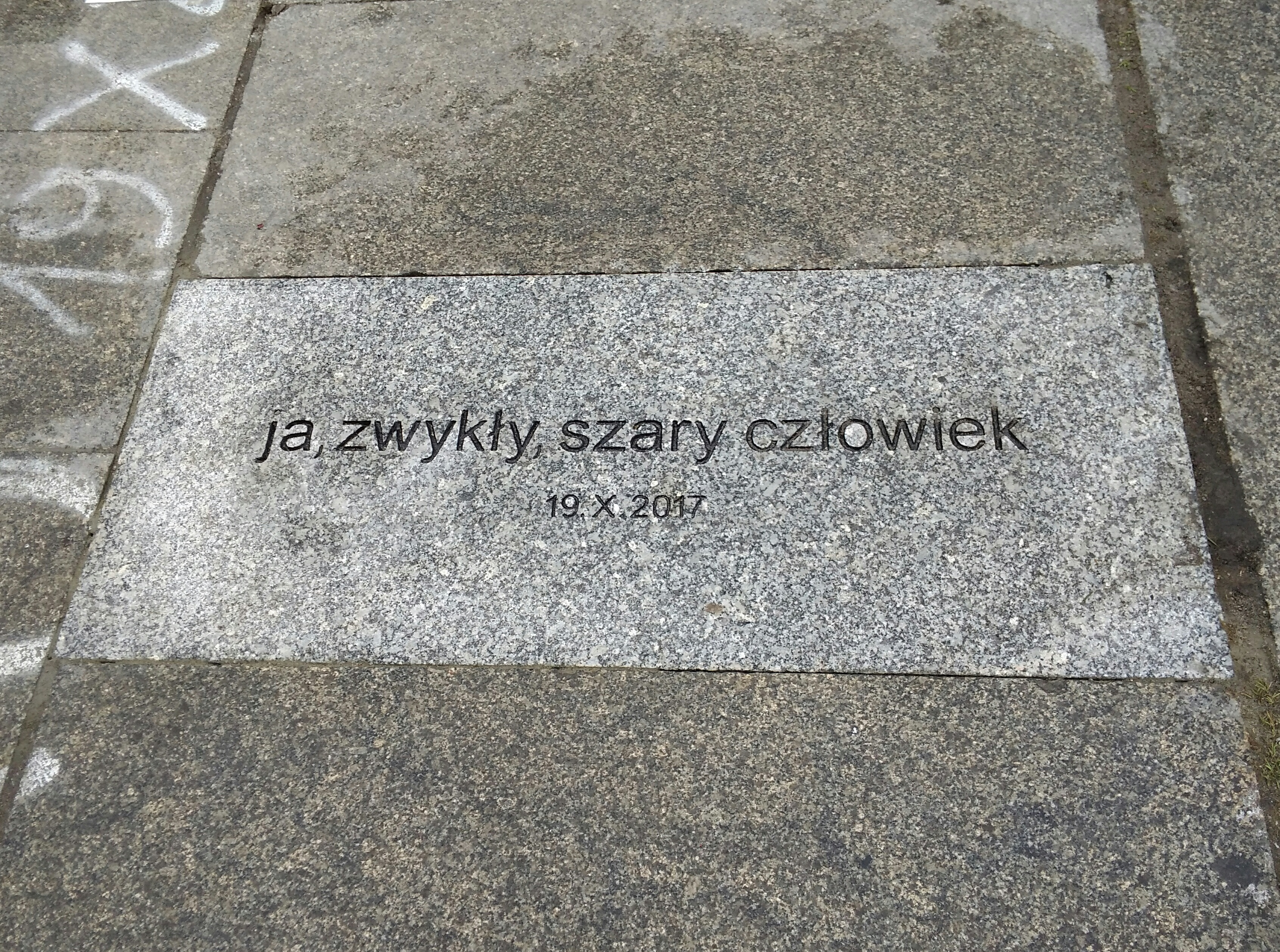
Меморіальна дошка біля офіційної галереї Палацу культури:
«Я — звичайна, сіра людина»

Пйотр Павел Щенсний (пол. Piotr Paweł Szczęsny; 6 липня 1963, Краків — 29 жовтня 2017, Варшава) — польський хімік, член польського товариства «Менса».
19 жовтня 2017 р. після 16:00 він розповсюдив на площі перед Варшавським палацом культури і науки зроблені ним листівки з п'ятнадцятьма обвинуваченнями керівному режимові партії «PiS», після чого вилив на себе горючу рідину і запалив. Пйотр помер у лікарні через десять днів.

## Життєпис
Вивчав хімію в Ягеллонському університеті і став членом Незалежної студентської асоціації. У 1980-х роках був активістом профспілки «Солідарність».
Після закінчення університету залишився асистентом в університеті, почав писати свою докторську дисертацію. Після 1989 року покинув університет і став співзасновником видавництва, де публікували посібники з хімії. Протягом десяти років займав посаду голови Товариства безперервної професійної підготовки. Працював консультантом з питань бізнесу. У 2016 році він закрив свою компанію.
Проживав у Неполомицях. Був інтелігентною людиною, батьком двох дорослих дітей, які займаються докторськими дисертаціями. Його дружина є фармацевтом. Він не брав участь у політичних акціях польської опозиції. Його листівки були написані точною мовою, без суворих слів.
До 2 листопада в засобах масової інформації його назвали «Piotr S.», пізніше його прізвище було розкрито за згодою сім'ї.
Похований на Сальваторському цвинтарі у Кракові за присутності кілької тисяч людей.